# Tetsuya Asano
Tetsuya Asano, född 23 februari 1967 i Ibaraki prefektur, Japan, är en japansk tidigare fotbollsspelare.